# Squaloraja polyspondyla
Lo squalorazza (Squaloraja polyspondyla) è uno strano pesce olocefalo vissuto nel Giurassico inferiore (circa 190 milioni di anni fa), i cui resti sono stati rinvenuti in Italia e in Inghilterra.

## Un "aquilone" sulla testa
Conosciuto soprattutto per un esemplare in ottimo stato di conservazione rinvenuto nei pressi di Osteno, in Lombardia, questo strano pesce era completamente diverso dalle forme finora note. Il carattere più interessante dello squalorazza è un grande rostro a forma di aquilone, osservabile in particolare nell'esemplare di Osteno. Questa bizzarra struttura, ampia alla base quanto le pinne pettorali, si estendeva di fronte alla bocca per una lunghezza pari alla metà del corpo. Il rostro - aquilone era sorretto da una serie di strutture cartilaginee: tre di queste si estendevano in avanti (vagamente simili a quelle dell'odierna chimera), altre più brevi erano presenti alla base. Il profilo del rostro, nell'esemplare di Osteno, è segnato da una sorta di linea scura formata da cartilagini di accrescimento, analoghe a quelle dei chimeroidi attuali.

## Un abitatore dei fondali
Le funzioni di questo strano rostro così ampio sono ancora misteriose: al contrario degli attuali pesci sega (Pristidae) e squali sega (Pristiophoridae), lo squalorazza possedeva una struttura leggera, inadatta per sondare il fondale. Gli attuali pesci spatola (Polyodontidae), invece, utilizzano una struttura lunga quanto il rostro dello squalorazza (ma non così largo) per stabilizzare il corpo durante il nuoto. I denti dello squalorazza, però, fanno supporre che si nutrisse di organismi di fondale: il rostro, forse, ospitava potenti organi di senso utilizzati per recepire la presenza di eventuali prede.
Lo squalorazza possedeva un dimorfismo sessuale abbastanza sviluppato: il maschio era dotato di un'appendice frontale, della quale la femmina era sprovvista. L'esemplare di Osteno era lungo in totale una trentina di centimetri, mentre altri esemplari più incompleti, rinvenuti a Lyme Regis, in Inghilterra, raggiungevano una lunghezza di 45 centimetri.